# Wooden Shoes
Pour plus de détails, voir Fiche technique et Distribution.

Wooden Shoes est un film américain réalisé par Raymond B. West, sorti en 1917.

## Synopsis
Pampy vit dans un petit village des Pays-Bas, et vend des fleurs aux touristes pour subvenir aux besoins de sa famille. Elle est remarquée par Donald Luther, un peintre américain, qui lui demande de poser pour lui. Alors qu'il est en train de tomber amoureux, il est obligé de s'absenter pendant deux semaines. Pendant son absence le père de Pampy meurt, la laissant seulement avec des indications pour se rendre chez son grand-père, un riche New-yorkais.
Une lettre contenant de l'argent pour son voyage est interceptée par von der Bloom, un homme sans scrupules, qui se rend avec une jeune femme chez le vieil homme dans le but de la faire passer pour son héritière. Grâce à l'aide du prêtre du village, Pampy fait le voyage jusqu'en Amérique, où elle arrive juste à temps pour empêcher son grand-père de verser de l'argent à von der Bloom. Tout finit bien lorsqu'en plus elle retrouve son amoureux.

## Fiche technique
- Titre original : Wooden Shoes
- Réalisation : Raymond B. West
- Scénario : J.G. Hawks
- Photographie : Charles J. Stumar
- Société de production : Triangle Film Corporation
- Société de distribution : Triangle Distributing Corporation
- Pays d'origine :  États-Unis
- Langue originale : anglais
- Format : noir et blanc — 35 mm — 1,37:1 — Film muet
- Genre : drame
- Durée : 5 bobines
- Dates de sortie :  États-Unis : 20 août 1917

## Distribution
- Bessie Barriscale : Pampy
- Jack Livingston : Donald Luther
- Joseph J. Dowling : Capitaine Hendrik von der Bloom
- Tom Guise : Rufus Smith
- Howard C. Hickman : Jack Smith
- Margaret Thompson : Gertrude Van Hoosen
- J. Frank Burke : père Nepomuk